# Argentin teknős
Az argentin teknős (Chelonoidis chilensis), korábban (Geochelone chilensis) a hüllők (Reptilia) osztályába és a teknősök (Testudines) rendjébe, a  szárazföldi teknősfélék (Testudinidae) családjába tartozó faj.

## Előfordulása
Argentína és Paraguay területén honos.

## Alfajai
- Chelonoidis chilensis chilensis
- Chelonoidis chilensis donosobarrosi
- Chelonoidis chilensis petersi

## Megjelenése
A páncél hossza átlag  25 centiméter, maximum 44 centiméter.

## Életmódja
Növényevő, fűvekkel és gyümölcsökkel táplálkozik.

## Szaporodása
A nőstények átlag 7 tojást tojnak.